# Никола
Никола (грч. Νικόλαος — „народ побјеђује”) је мушко лично име. Име је од најраније прошлости носило неколико папа, руских царева, краљева, принчева, војсковођа и велики број других великаша. Распрострањено је код свих европских народа од најстаријег времена до данас, захваљујући истакнутом корифеју и архијереју из малоазијске покрајине Ликије чије је име ушло у хришћански календар. У 11. веку култ Светог Николе је био подстакнут на Балкану преносом његових моштију у Бари. 
Од овог имена изведена су сљедећа мушка имена: Никојал, Николаје, Николић, Николетина, Николета, Николенда, Николица, Николча, Николче итд. 
Женска имена изведена од имена Никола су: Николина, Николинка, Николија, Николета, итд.